# Kalkhorst

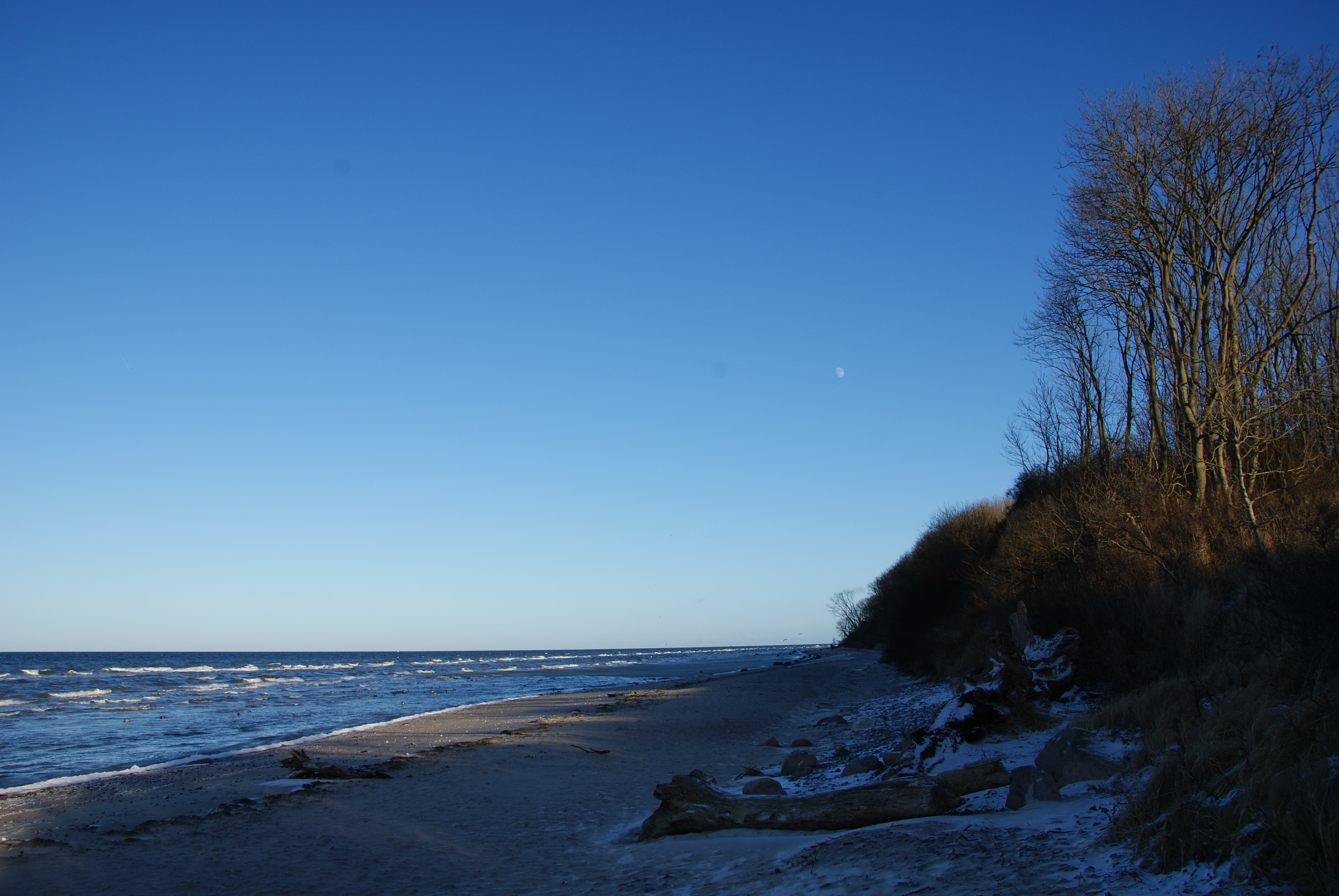
Ostseestrand bei Brook

Kalkhorst ist eine Gemeinde im Nordwesten des Landkreises Nordwestmecklenburg in Mecklenburg-Vorpommern (Deutschland). Die Gemeinde wird vom Amt Klützer Winkel mit Sitz in Klütz verwaltet.

## Geografie
Zusammen mit den nördlichen Ortsteilen der Kleinstadt Dassow bildet das Gemeindegebiet Kalkhorsts den nordwestlichsten Zipfel Mecklenburgs. Die Ortsteile Groß Schwansee und Brook liegen nur wenige Meter von der Ostsee entfernt. Der Küstenabschnitt besteht aus Steilufern, von denen das Kleinklützhöved nahe dem Ortsteil Warnkenhagen mit 31 Metern Höhe hervorzuheben ist. Die höchste Erhebung in der Gemeinde und des gesamten Klützer Winkels ist der Hohe Schönberg mit 89 m ü. NN.
Die Gemeinde ist Teil der Metropolregion Hamburg.
Zu Kalkhorst gehören die Ortsteile Borkenhagen, Brook, Dönkendorf, Elmenhorst, Groß Schwansee, Hohen Schönberg, Klein Pravtshagen, Klein Schwansee, Neuenhagen und Warnkenhagen. Die Ortsteile Elmenhorst, Brook und Warnkenhagen bildeten früher die selbständige Gemeinde Elmenhorst, die zum 1. Januar 2004 mit der Gemeinde Kalkhorst fusionierte.

## Geschichte
Erstmalige Erwähnung findet Kalkhorst am 8. Juli 1222. Die Kirchgemeinden von Elmenhorst und von Kalkhorst werden 1230 im Ratzeburger Zehntregister erwähnt, welches die damals zum Bistum Ratzeburg gehörenden Ortschaften geordnet nach Kirchspielen auflistet. Um 1307 war der Ort wohl bereits ein Rittergut. In der Zeit um 1230 wurde die Dorfkirche Kalkhorst errichtet. Georg Dehio datiert die Erbauung der Kalkhorster Kirche um 1240/50.
Die Herren von Kalkhorst mit dem Hauptgut waren um 1314 die Brüder Heinrich und Johann von Both, obgleich schon 1220 ein von Both als Besitzer von Rankendorf erwähnt wurde. Der Ort blieb auch weitere Jahrhunderte in der Herrschaft der von Both. Im 17. und 18. Jahrhundert bestimmten Kriege, Verwüstungen, Seuchen und Hungersnöte die Region und den Ort Kalkhorst.
So wurde während des Dreißigjährigen Krieges Kalkhorst durch die Schweden niedergebrannt.
1705 wurde begonnen, die Kirche grundlegend zu renovieren und ein neues Pfarrhaus zu erbauen. Diverse Güterver- und -ankäufe in Kalkhorst führten 1729 dazu, dass Kalkhorst zu einem geschlossenen Großgut wird. Mitte des 18. Jahrhunderts fielen große Viehbestände des Kalkhorster Gutsbesitzes der Rinderpest zum Opfer. Von 120 Kühen, 24 Ochsen und Jungvieh blieben lediglich 3 Tiere übrig. Das Gut blieb weiterhin in der Hand derer von Both. Durch Ankauf des Gutes Rankendorf wurde der Gutsbesitz nochmals vergrößert. Erneute Ausbrüche der Rinderpest verursachten immer wieder ein Zusammenbrechen der Viehbestände. Jedoch war in dieser Zeit eine aktive Bautätigkeit im Gut zu verzeichnen.
1764 wurde das Gut Rankendorf an Herrn von Bülow verkauft. Damit begann das Ende der jahrhundertelangen Herrschaft derer von Both. Auch die Güter Schwansee (1775) und Dönkendorf (1783) wurden verkauft. So blieb lediglich das Gut Kalkhorst in Both’schem Besitz, das um 1814 deutlich verschuldet und verfallen war.
1849 wurde Kalkhorst von Baron Wilhelm von Biel (1789–1876) käuflich erworben. Eine rege Bautätigkeit setzte ein. Am 7. September 1852 übergab Wilhelm von Biel das Gut Kalkhorst seinem Sohn Thomson von Biel. Da sich das damalige Herrenhaus wahrscheinlich in einem sehr desolaten Zustand befand, wurde mit Planungen für einen Neubau begonnen. So wurden 1855 das Schloss Kalkhorst und der Gutssitz im Ortsteil Dönkendorf errichtet. Mit Beginn des Industriezeitalters entstanden neue Gewerbe im Klützer Winkel. 1891 wurde eine Molkereigenossenschaft gegründet. Der Bau der befestigten Straße nach Dassow (mit Anschluss nach Lübeck) sorgte ab 1908 für bessere Absatzmöglichkeiten. Im Süden der Gemeinde wurde ab 1920 Torf abgebaut. 1921 wurde Kalkhorst eine selbständige Gemeinde, acht Jahre später erhielt der Ort die ersten Stromanschlüsse und die Straße nach Klütz wurde fertiggestellt.
In der Zeit der nationalsozialistischen Gewaltherrschaft diente das Schloss Kalkhorst als Schulungsstätte für den Volksbund für das Deutschtum im Ausland (VDA) sowie für die österreichische NSDAP. Der Reichsführer SS Heinrich Himmler soll hier kurz vor der Kapitulation Quartier bezogen haben, auf dem Weg nach Schleswig-Holstein zum neuen Regierungssitz.
Am 1. Juli 1950 wurde die bis dahin selbständige Gemeinde Dönkendorf eingegliedert.
Nach dem Ende des Zweiten Weltkriegs wurden im Schloss Kalkhorst Typhuskranke behandelt, bis 1999 diente es als Kurheim sowie Psychiatrie-Pflegeheim. Das Schloss ist – wie auch das Gutshaus in Groß Schwansee – seit Ende der 1990er Jahre wieder in privater Hand.
Südwestlich des Hauptortes Kalkhorst entstand 2000 eine Windenergieanlage.

## Bevölkerung
| Jahr | Einwohner |
| ---- | --------- |
| 1990 | 1373      |
| 1995 | 1407      |
| 2000 | 1335      |
| 2005 | 1980      |
| 2010 | 1843      |
| 2015 | 1741      |

| Jahr | Einwohner |
| ---- | --------- |
| 2020 | 1793      |
| 2021 | 1812      |
| 2022 | 1836      |
| 2023 | 1852      |

 Stand: 31. Dezember des jeweiligen Jahres

## Politik

### Gemeindevertretung
Die Gemeindevertretung von Kalkhorst besteht aus 12 Mitgliedern. Die Kommunalwahl am 9. Juni 2024 führte bei einer Wahlbeteiligung von 67,3 % zu folgendem Ergebnis:
| Partei / Wählergruppe                    | Stimmenanteil 2019 | Sitze 2019 |  | Stimmenanteil 2024 | Sitze 2024 |
| ---------------------------------------- | ------------------ | ---------- |  | ------------------ | ---------- |
| Freie Wählergemeinschaft Kalkhorst (FWK) | 66,5 %             | 8          |  | 77,3 %             | 9          |
| SPD                                      | 12,5 %             | 2          |  | 12,5 %             | 2          |
| Bündnis 90/Die Grünen                    | 10,3 %             | 1          |  | 10,2 %             | 1          |
| CDU                                      | 04,9 %             | 1          |  | –                  | –          |
| Einzelbewerberin Susanne Braun           | 03,9 %             | –          |  | –                  | –          |
| Einzelbewerber Nico Bärwald              | 01,9 %             | –          |  | –                  | –          |
| Insgesamt                                | 100 %              | 12         |  | 100 %              | 12         |

### Bürgermeister
- seit 1999: Dietrich Neick (Freie Wählergemeinschaft Kalkhorst)[15]

Am 26. Mai 2019 wurde Neick ohne Gegenkandidat mit 74,8 % der gültigen Stimmen wiedergewählt. Bei der Bürgermeisterwahl am 9. Juni 2024 wurde er mit 72,7 % der gültigen Stimmen wiederum ohne Gegenkandidat in seinem Amt bestätigt. Seine Amtszeit beträgt fünf Jahre.

### Wappen
| Wappen von Kalkhorst | Blasonierung: „In Blau auf dreifach von Silber über Blau wellenförmig geteiltem Wappenschildfuß ein schwimmendes silbernes Boot; darüber zwei schräg gekreuzte goldene Giebelbretter mit abgewendeten Pferdeköpfen.“ |
| Wappen von Kalkhorst | Wappenbegründung: Das Wappen und die Flagge ist bereits 2000 gestaltet worden und waren vom 1. Februar 2001 bis zum 31. Dezember 2003 die Hoheitszeichen der aufgelösten Gemeinde Kalkhorst (WR Nr. 235). Da seine Symbolik und Tingierung auch für das neue Gemeindegebiet repräsentativ sind, wurde es von der neuen Gemeinde Kalkhorst ausdrücklich angenommen und abschließend vom Innenministerium genehmigt. In dem Wappen verweist das auf den Wellen schwimmende Boot zum einen auf die Lage der Gemeinde an der Ostsee, zum anderen erinnert das aus dem Wappen derer von Both entlehnte Bootssymbol an die Familie, die über lange Zeit die Entwicklung von Kalkhorst und von Teilen von Elmenhorst bestimmte. Mit den schräg gekreuzten Giebelbrettern werden nach dem Gestaltungsgrundsatz des pars pro toto die das Dolfbild mitprägenden niedersächsischen Bauernhäuser symbolisiert. Das Wappen und die Flagge wurde von dem Schweriner Heraldiker Heinz Kippnick gestaltet. Es wurde zusammen mit der Flagge am 25. März 2004 durch das Ministerium des Innern genehmigt und unter der Nr. 289 der Wappenrolle des Landes Mecklenburg-Vorpommern registriert. |

### Flagge

Flagge der Gemeinde Kalkhorst

Die Flagge ist gleichmäßig längs gestreift von Gelb und Blau. In der Mitte des Flaggentuchs liegt, auf jeweils zwei Drittel der Höhe des gelben und des blauen Streifens übergreifend, das Gemeindewappen. Die Länge des Flaggentuchs verhält sich zur Höhe wie 5:3.

### Dienstsiegel
Das Dienstsiegel zeigt das Gemeindewappen mit der Umschrift „GEMEINDE KALKHORST“.

## Sehenswürdigkeiten und Kultur

### Bauwerke
Kirchen
- Die Dorfkirche Kalkhorst wird von Georg Dehio auf die Zeit um 1240/50 datiert.[4] Dabei handelt es sich um einen Backsteinbau mit einer reichen barocken Ausstattung, dessen Außenbau mehrfachen Veränderungen unterlag. Das Innere der Kirche ist geprägt von kämpferlosen quadratischen Pfeilern und weit gespannten abgestuften Arkaden, Wand- und Gewölbemalereien.[21]
- Die Dorfkirche Elmenhorst ist eine frühgotische Backsteinkirche auf kreuzförmigem Grundriss, die im Jahre 1230 erstmals erwähnt wurde.

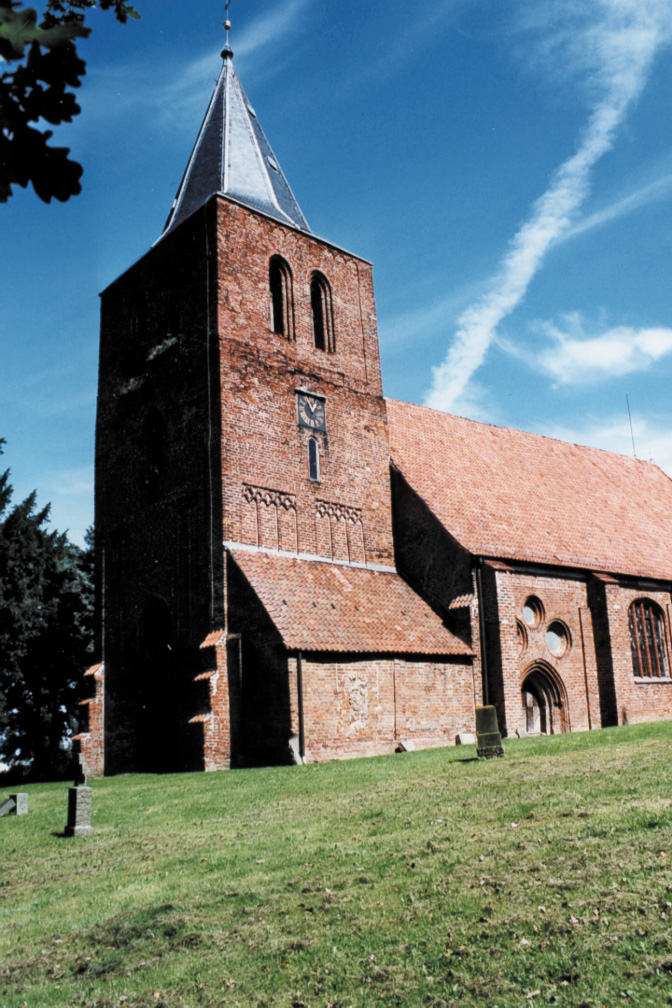
Dorfkirche Kalkhorst
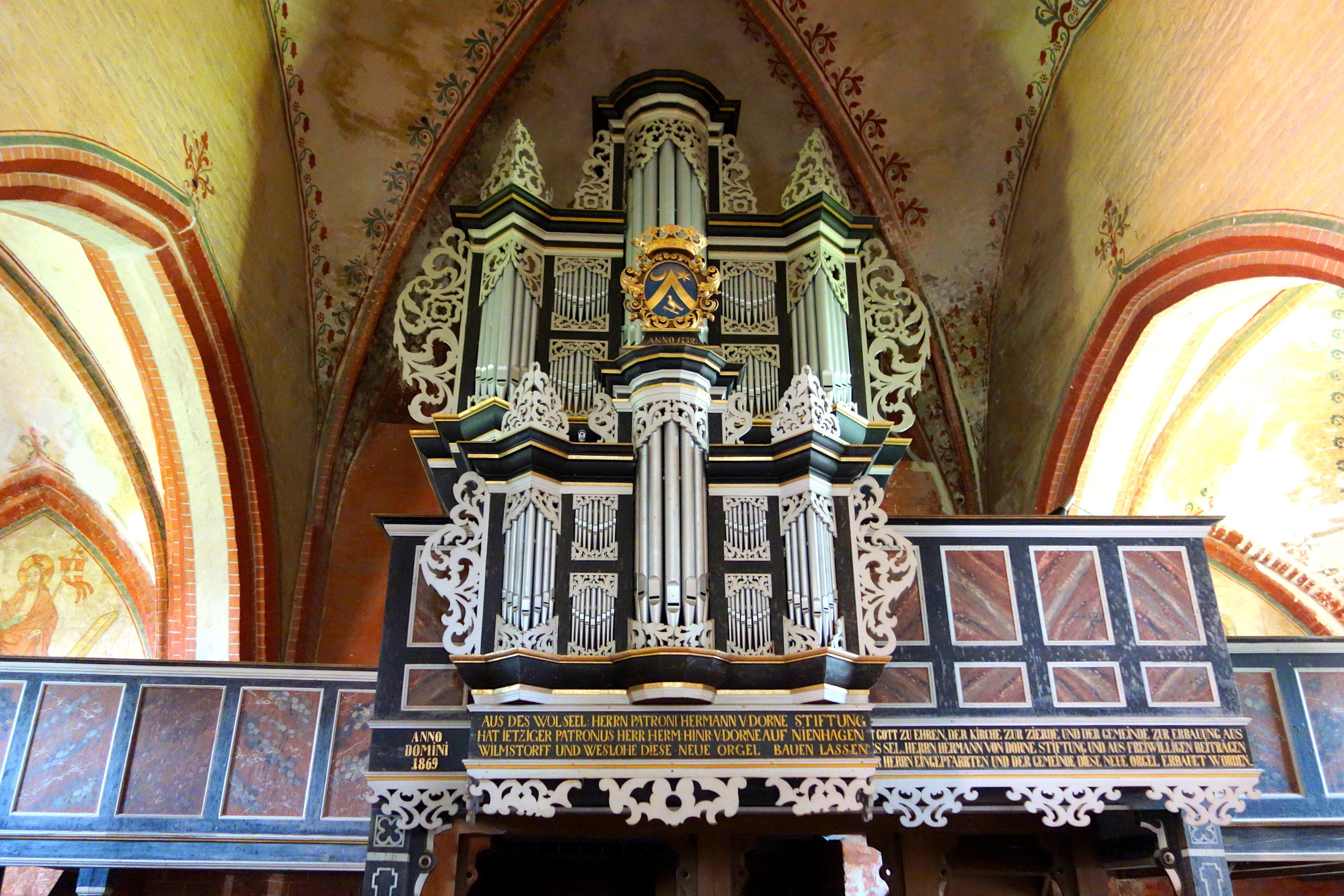
Kalkhorster Orgel
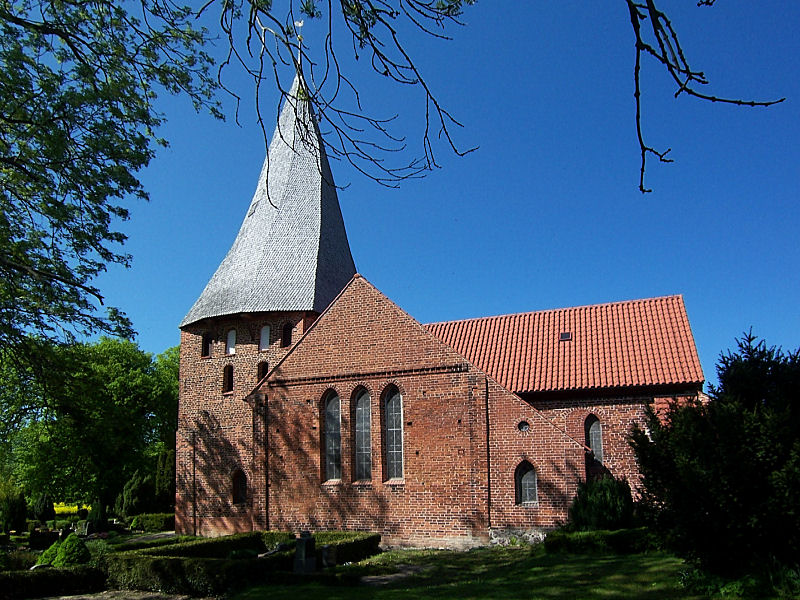
Dorfkirche Elmenhorst

Gutshäuser und Schlösser
- Schloss Kalkhorst ist ein historisierendes, dreigeschossiges Herrenhaus von um 1853, erbaut für den Baron Thomson von Biel.
- Das Schlossgut Groß Schwansee im Ortsteil Groß Schwansee ist ein als Hotel genutzter ehemaliger Gutshof in klassizistischem Baustil.
- Das Gut Hohen Schönberg wird erstmals urkundlich 1230 als Sconberge erwähnt. Namensgebend war der Hohe Schönberg, der mit seinen fast 100 Metern die höchste Erhebung zwischen Lübeck und Wismar ist. Eigentümer war seinerzeit Heinrich von Parkentin, es folgten die Familien von Both und von Plessen, schließlich die Grafen von Bothmer aus dem nahen Schloss Bothmer. Nach dem Abriss des Gutshauses steht heute nur noch das eingeschossige, kleine Jagdhaus.
- Das Kulturgut im Ortsteil Dönkendorf ist ein siebenachsiger Backsteinbau, der an einem kleinen See liegt.[22] Im Park werden im Sommer Musikstücke aufgeführt.

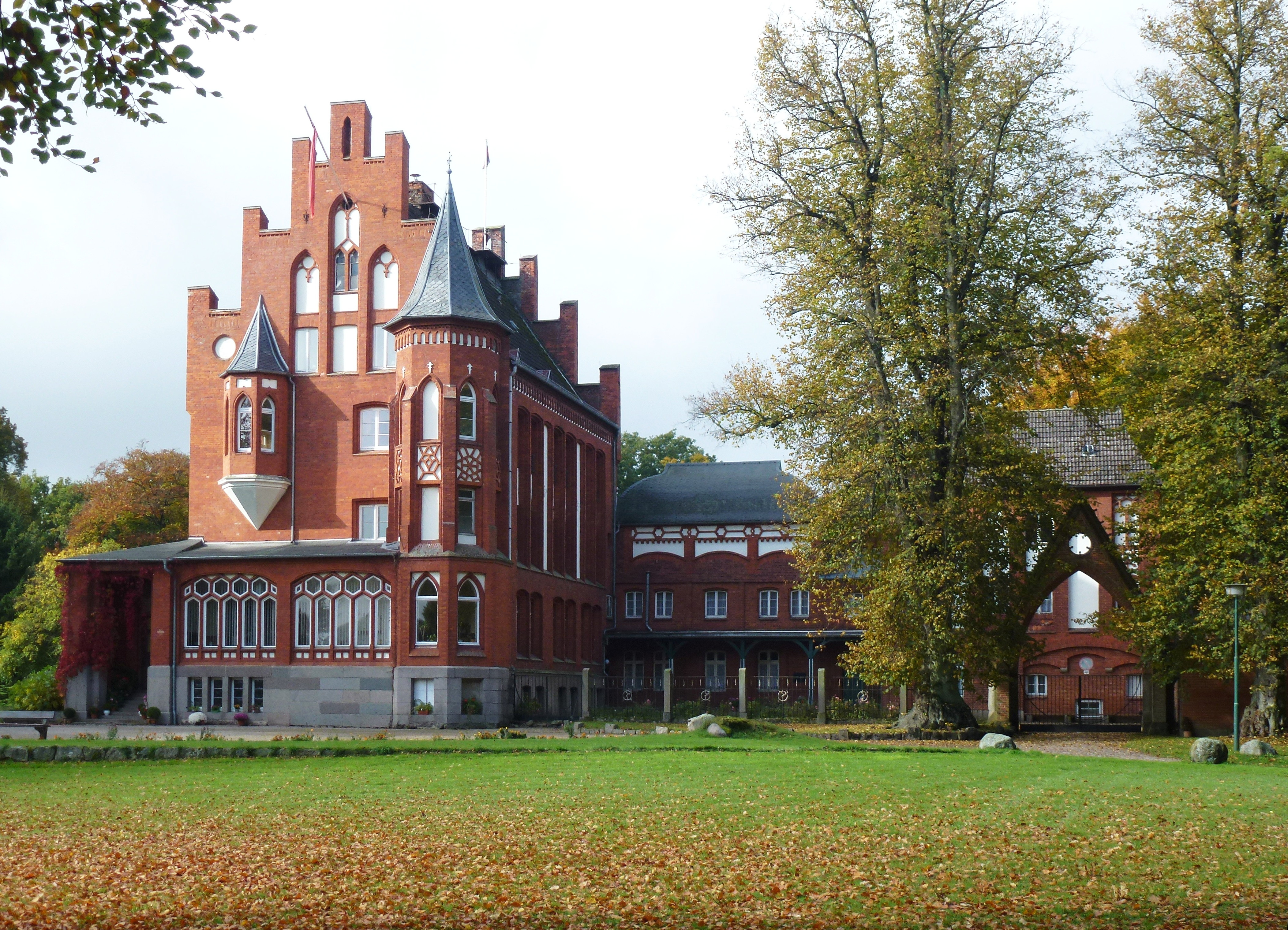
Schloss Kalkhorst
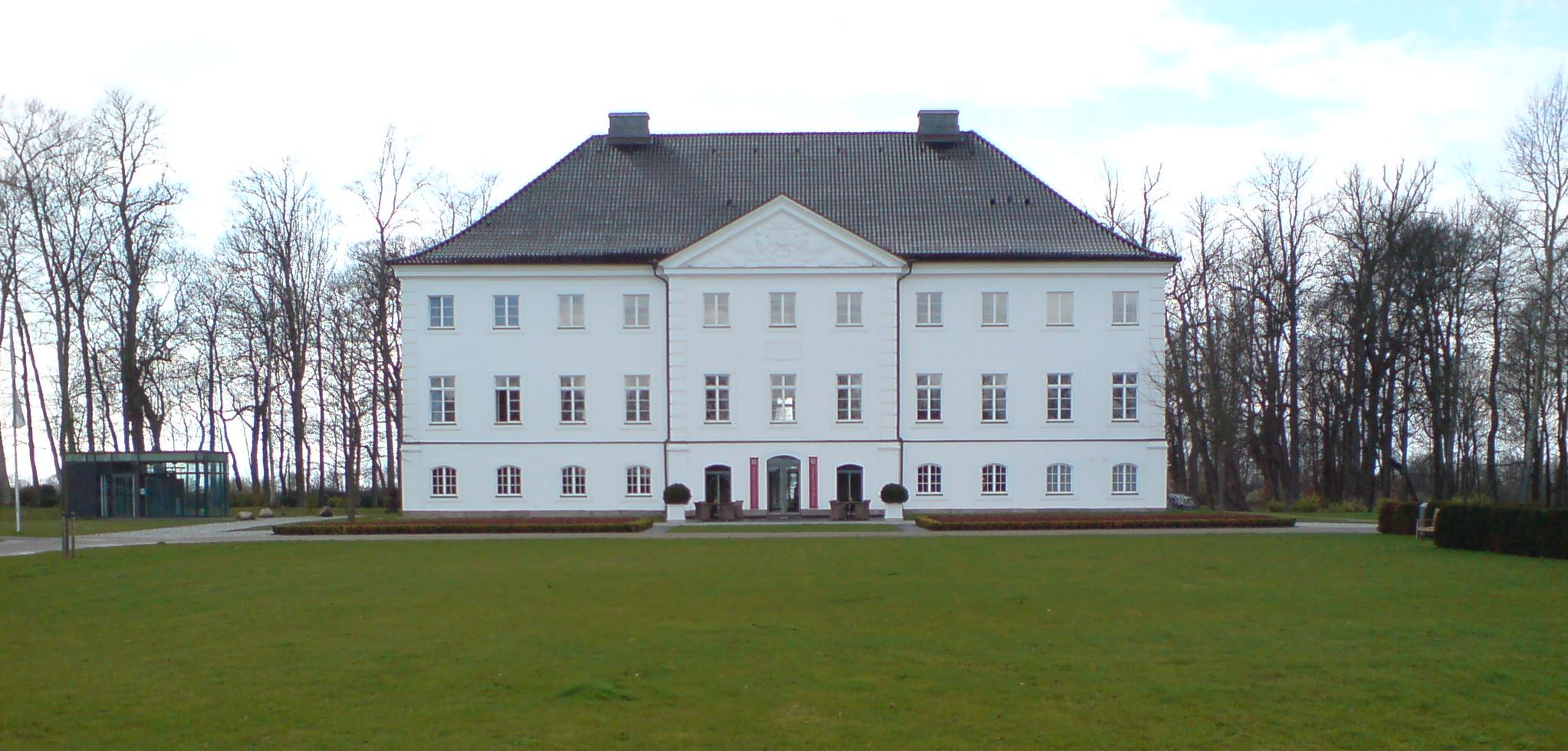
Schlossgut Groß Schwansee

Parks
Der Miniaturenpark Kalkhorst wurde 2010 mit zunächst 40 Bauwerken im Maßstab 1:25 eröffnet. Im November 2011 erhielt die Gemeinde Kalkhorst vom Arbeitslosenverband Neubrandenburg 250 Miniatur-Bauwerke im Maßstab 1:25, die zuvor elf Jahre lang im Modellpark Mecklenburgische Seenplatte in Neubrandenburg ausgestellt worden waren. Durch diese Bauwerke wurde die Anlage Kalkhorst erheblich erweitert. Im Jahr 2013 liefen daher Planungen an, den Miniaturenpark und das Muschelmuseum in einem Freizeitpark zu vereinigen. Am 28. Juni 2019 eröffnete das Minimare. Das historische Gutshaus, in dem bisher das Museum untergebracht war, musste 2021 abgerissen werden und soll durch einen Neubau ersetzt werden, der zukünftig als Eingangsgebäude des Minimare dient und auch das Muschelmuseum wieder aufnimmt.[veraltet]

### Gedenkstätten

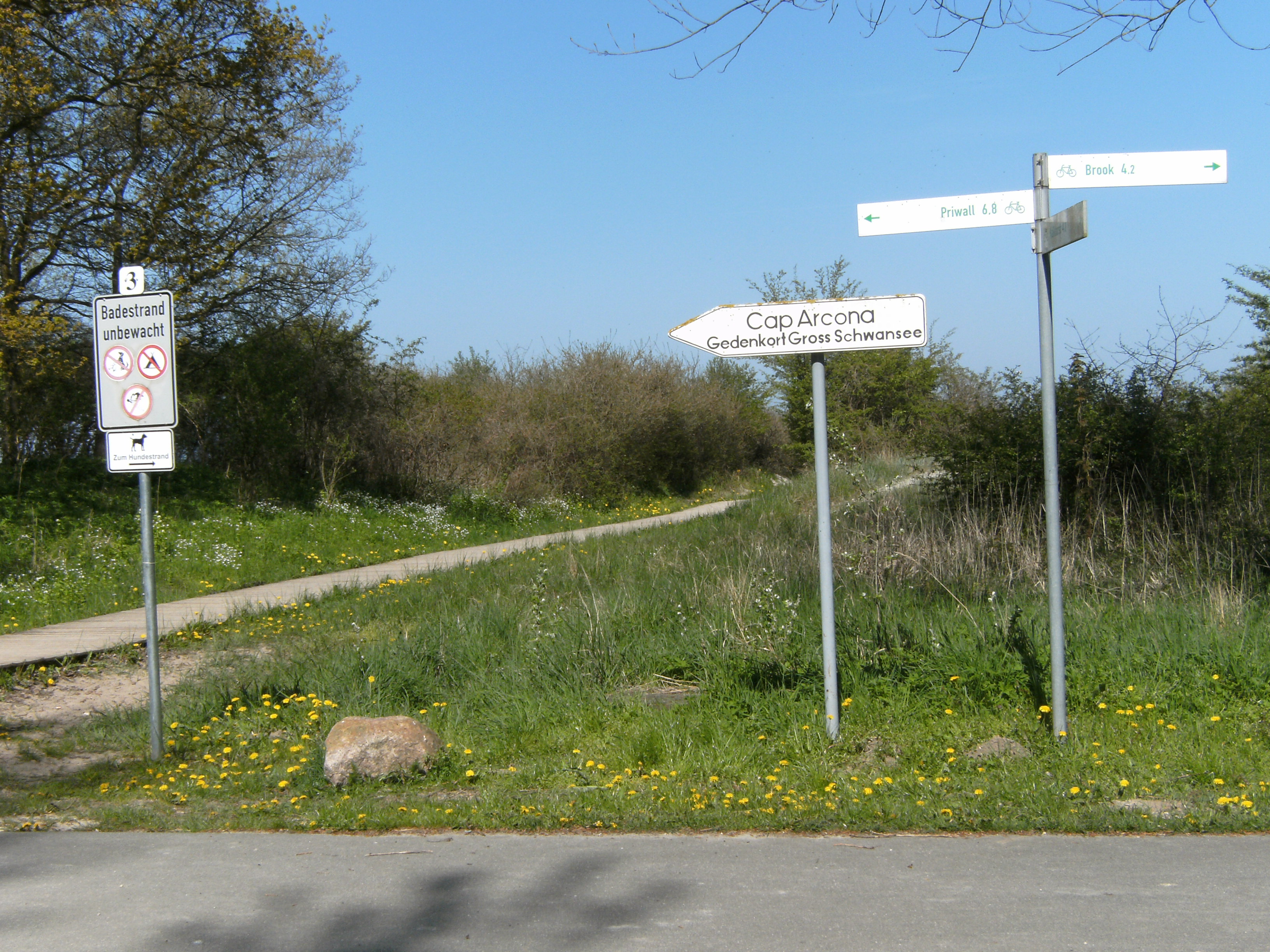
Fuß-/Fahrradweg zur Gedenkstätte Cap Arcona Groß Schwansee

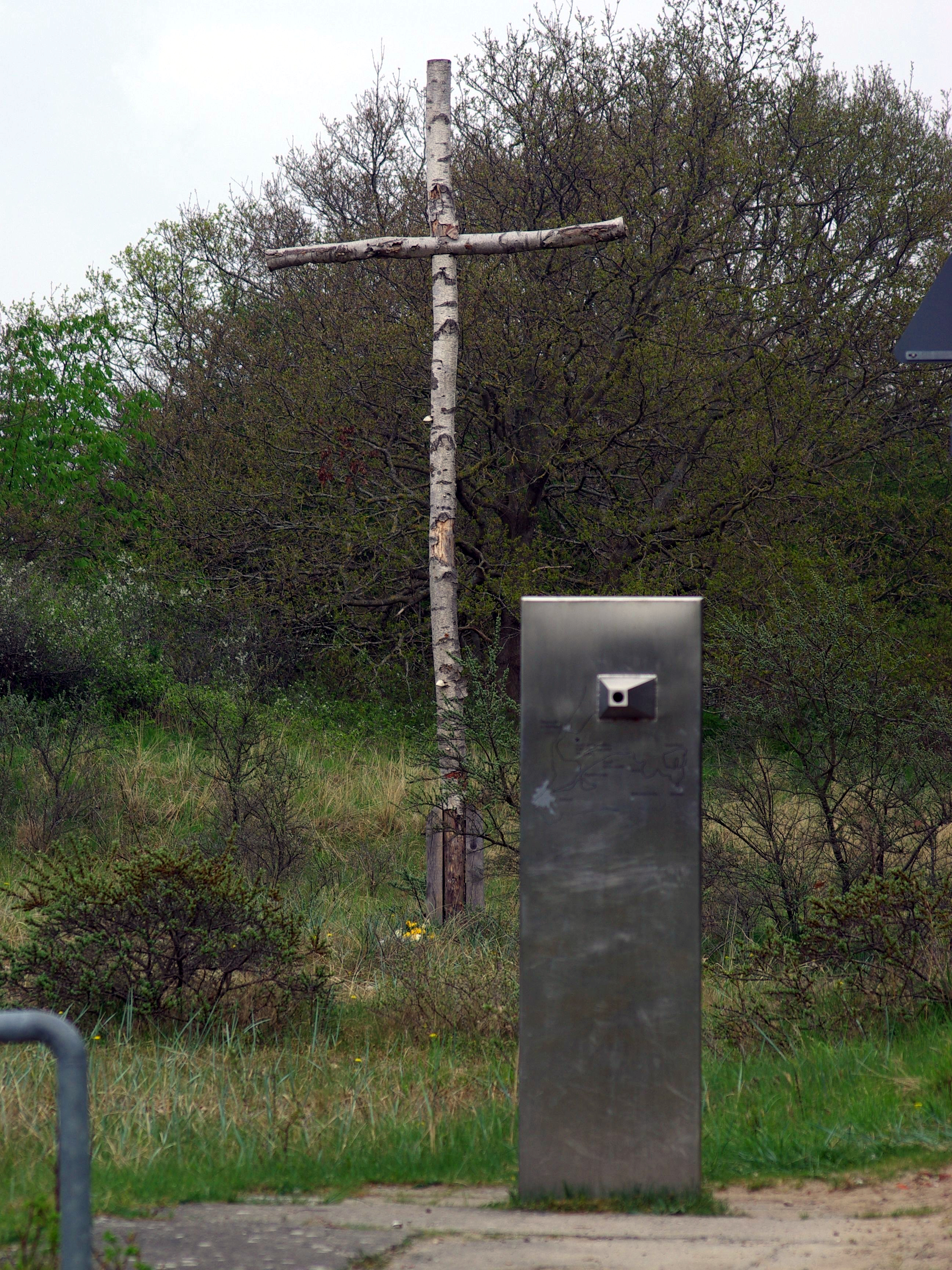
Gedenkstätte für die Toten der Cap Arcona

Nach dem Untergang der Cap Arcona wurden im Jahr 1945 nahe dem Ufer im Gemeindeteil Groß Schwansee ein Massengrab und eine Gedenkstätte für 407 Opfer der Katastrophe errichtet, die im Laufe des Sommers an Land getrieben waren. Mitte der 1950er Jahre wurde dieses Massengrab nach Grevesmühlen verlegt. Der Verein Politische Memoriale e. V. Mecklenburg-Vorpommern und der Förderkreis Cap-Arcona-Gedenken haben im Einvernehmen mit der Gemeinde und der Unterstützung der Kreisverwaltung diesen Ort wieder mit einem Holzkreuz und einer metallenen Erinnerungstafel mit einem Bildbetrachter markiert.
Eine direkte Straße führt von Kalkhorst zu einem Parkplatz in Strandnähe. Von dort führt ein Weg zum Fuß-/Fahrradweg, der längs der Ostsee verläuft. Zwei Kilometer westwärts liegt die Gedenkstätte (Lage).

## Wirtschaft und Infrastruktur
Landwirtschaft und Natur
Der bestimmende Wirtschaftsfaktor in der Gemeinde ist nach wie vor die Landwirtschaft. Der sanfte, naturverbundene Tourismus wird seit einigen Jahren verstärkt gefördert. Vom Priwall bis nach Kalkhorst reicht das Naturschutzgebiet Küstenlandschaft zwischen Priwall und Barendorf mit Harkenbäkniederung entlang dem Naturstrand der Lübecker Bucht. Ein weiteres Naturschutzgebiet in der Gemeinde ist als Küstenwald der Brooker Wald.
In der Ostsee vor der Küste bei Warnkenhagen befindet sich eine der beiden Elektroden des Baltic Cable. Die umwelttoxische Wirkung dieses blanken im Wasser liegenden Leiters ist von der Stromrichtung abhängig, es wird entweder Chlor oder Natronlauge freigesetzt und der Sauerstoffgehalt des Meerwassers reduziert.
Verkehr
Kalkhorst wird erreicht über die Verbindungsstraßen von Dassow und Klütz. Die acht Kilometer entfernte Kleinstadt Dassow liegt an der Bundesstraße 105 von Lübeck nach Wismar. 20 km südlich von Kalkhorst liegt die Autobahn-Auffahrt Schönberg (Ostseeautobahn). Die nächsten Bahnhöfe befinden sich in Grevesmühlen und Schönberg.
Radarstellung Elmenhorst
Nördlich des Ortsteils Elmenhorst befindet sich die Radarstellung Kalkhorst des Einsatzführungsdienstes der Luftwaffe der Bundeswehr. Auftrag der Radarstellung ist die Luftraumüberwachung. Dazu wird ein D-Band-Phased-Array Radarsystem vom Typ RRP 117 betrieben. Sie wird vom Abgesetzten Technischen Zug 356 betrieben.

## Persönlichkeiten

### Dönkendorf
- Thilo von Westernhagen (1950–2014), Komponist und Pianist, lebte seit 1998 auf Dönkendorf, das er zum Kulturgut ausbaute

### Elmenhorst
- Luise Schmidt (1855–1924), Malerin in Elmenhorst

### Groß Schwansee
- Wolfgang Grotthaus (* 1947), Politiker der SPD, 1998–2009 MdB aus Groß Schwansee

### Hohen Schönberg
- Otto Moll (1915–1946), SS-Hauptscharführer und Täter des Holocausts aus Hohen Schönberg

### Kalkhorst
- Johann Cyriacus Höfer (um 1605–1667), Schriftsteller, war 28 Jahre Pastor in Kalkhorst
- Hartwig Julius Ludwig von Both (1789–1857), Gesandter im Bundestag des Deutschen Bundes, wurde in Kalkhorst geboren
- Adolph Schliemann (1817–1872), Theologe, Jurist und Schachspieler, war von 1826 bis 1848 Pastor und Propst in Kalkhorst
- Bernhard Romberg (1863–1913), großherzoglich mecklenburgischer Hofmusikdirektor
- Martha Frahm (1894–1969), Mutter Willy Brandts